# Undead Line
Undead Line (アンデッドライン?) è un videogioco sparatutto sviluppato nel 1989 da T&E Soft per MSX2. Il videogioco ha ricevuto conversioni per Sharp X68000 e Sega Mega Drive. Nell'agosto 2021 ne è stata distribuita una versione per Microsoft Windows.